# Giovan Battista Castellani
Giovan Battista Castellani, conte (Cividale del Friuli, 12 febbraio 1820 – Cividale del Friuli, 15 ottobre 1877), è stato un avvocato, giurista e politico italiano.

## Biografia
Figlio di un medico studia nei seminari di Venezia e Udine nell'idea di intraprendere la carriera ecclesiastica. Non ammesso al suddiaconato decide di iscriversi alla facoltà di giurisprudenza a Padova e di esercitare la professione di avvocato a Udine. Amico di Niccolò Tommaseo durante un viaggio in Piemonte conosce Massimo d'Azeglio e Alessandro Manzoni. Quando il Friuli è pervaso dal movimento rivoluzionario del 1848 fonda il Giornale politico del Friuli per scendere apertamente in campo contro la dominazione austriaca. Avvalendosi di collaboratori provenienti perlopiù dall'ambiente ecclesiastico il Castellani abbraccia la causa del neoguelfismo teorizzato da Vincenzo Gioberti, posizione che nell'ambito dei primi moti risorgimentali gli vale una pletora sempre più numerosa di avversari. A pochi mesi dall'uscita del primo numero del giornale è costretto a riparare a Venezia, dove le notizie di minacce e manifestazioni contro la sua persona lo convincono a non fare più ritorno a Udine. La repubblica veneta lo nomina per contro proprio inviato presso Pio IX, alla cui corte rimane fino al 1849. Trasferitosi in Toscana si stabilisce a Casalta, dove avvia una produzione di bachi da seta che continua a seguire fino alla scomparsa.